# Paphinia dunsterville
Paphinia dunsterville (возможные русские названия: Пафиния Дунстервилля, или Пафиния дунстервилле) — эпифитное травянистое растение семейства Орхидные, или Ятрышниковые (Orchidaceae).
Вид не имеет устоявшегося русского названия, в русскоязычных источниках обычно используется научное название Paphinia dunsterville.

## Синоним
- Paphinia dunstervillei Dodson & Neudecker 1991

## Биологическое описание
Литофит. Корневище короткое. Листья тонкие до 8 см шириной, 32 см длиной. 

Цветки свисающие, лепестки тёмно-красного цвета, у основания беловатые.

## Ареал, экологические особенности
Венесуэла, на реке Sipapo в Амазонии.

## Этимология
Растение названо в честь Galfrid Clement Keyworth Dunsterville (1905—1988), британского инженера нефтяной компании "Шелл", коллекционера орхидей обнаружевшего Paphinia dunstervillei в 1969 году.

## В культуре
О содержании этого вида орхидей никаких данных нет.